# Enicospilus amplipennis
Enicospilus amplipennis là một loài tò vò trong họ Ichneumonidae.